# Peter Ackermann

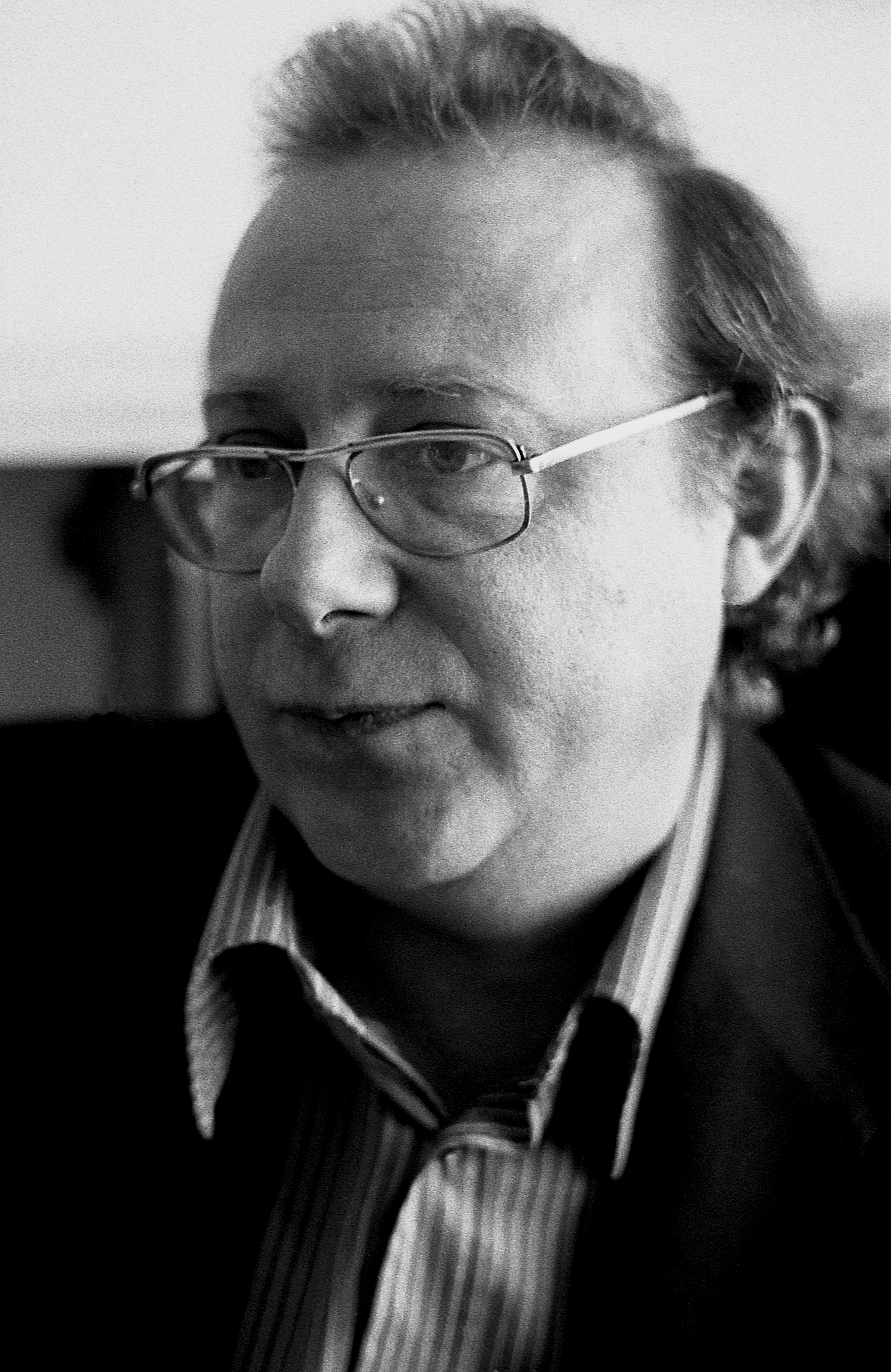
Peter Ackermann (1975)

Peter Ackermann (* 31. Januar 1934 in Jena; † 20. Februar 2007 in Cortona-Valecchie) war ein deutscher Maler und Grafiker. Bekannt wurde er durch seine Verfremdungen architektonischer Sujets.

## Biografie
Ackermann lebte ab 1949 in Westberlin. Nach dem Abitur 1953 begann er 1954 ein Studium der Theaterwissenschaft, Philosophie und Germanistik an der Freien Universität Berlin. Von 1956 bis 1962 studierte er an der Hochschule für bildende Künste Berlin unter anderem bei Georg Kinzer (1896–1983). Als Mitglied der Neuen Gruppe nahm Ackermann bereits 1963 an der Grossen Kunstausstellung München teil. Nach 1963 arbeitete Ackermann zunächst als freischaffender Maler in Karlsruhe. 1965 erhielt er den Deutschen Kritikerpreis, 1971 den Villa-Romana-Preis und 1976 den Kunstpreis der Stadt Darmstadt.
Ackermann war ab 1972/73 Gastdozent an der Staatlichen Akademie der Bildenden Künste Karlsruhe und 1976/77 Professor an der Hochschule für Bildende Künste Berlin. 1977 wechselte er als Professor an die Karlsruher Akademie. Zu seiner Verabschiedung wurde ihm 1997 eine Ausstellung in Karlsruhe ausgerichtet. Anlässlich seines 70. Geburtstages fand 2004 eine Doppelausstellung im Landesmuseum Mainz (Zeichnungen, Druckgraphiken) und in der Galerie Dagmar Rehberg in Mainz (Ölbilder, Aquarelle) statt.
Ackermann war ein Vertreter des Phantastischen Realismus. Bevorzugter Gegenstand seiner Arbeiten war die klassische italienische Architektur, die er vor Ort zeichnete. So stellte er Säulen, Portale und Wände mit Maschinenteilen, Ruinen und verödeten Stadtteilen zusammen, die bedrohlich aufgetürmt und dadurch verfremdet wurden. In seinen Radierungen zeigte er Anlehnungen an altmeisterliche Techniken, seine Bildauffassung wird mit der Giovanni Battista Piranesis und Canalettos verglichen. Seine Zeichnungen Nach Canaletto II und Nach Canaletto  IV (jeweils Bleistift mit Tusche auf Papier, 42 × 53 cm), wurden 1977 auf der Documenta 6 in Kassel gezeigt.

## Ausstellungen (Auswahl)
- 2017: Peter Ackermann "Utopische Landschaften", Kabinettausstellung in der Graphischen Sammlung des Landesmuseums Mainz
- 2004: Peter Ackermann, Landesmuseum Mainz und Galerie Dagmar Rehberg in Mainz
- 2001: Peter Ackermann, Städtisches Museum Kalkar
- 1997: Zerfallserscheinungen und Fragmente, Staatliche Akademie der Bildenden Künste Karlsruhe
- 1992: KasselerKunstVerein, Kassel
- 1970: Prisma '70. 18. Ausstellung des Deutschen Künstlerbundes, Rheinisches Landesmuseum Bonn[6]
- 1963: Grosse Kunstausstellung München, Haus der Kunst[7]